# Cane Beds (Arizona)
Cane Beds es un lugar designado por el censo ubicado en el condado de Mohave en el estado estadounidense de Arizona. En el Censo de 2010 tenía una población de 448 habitantes y una densidad poblacional de 20,88 personas por km².

## Geografía
Cane Beds se encuentra ubicado en las coordenadas 36°56′3″N 112°54′42″O / 36.93417, -112.91167. Según la Oficina del Censo de los Estados Unidos, Cane Beds tiene una superficie total de 21.46 km², de la cual 21.46 km² corresponden a tierra firme y (0%) 0 km² es agua.

## Demografía
Según el censo de 2010, había 448 personas residiendo en Cane Beds. La densidad de población era de 20,88 hab./km². De los 448 habitantes, Cane Beds estaba compuesto por el 94.42% blancos, el 0.67% eran afroamericanos, el 2.23% eran amerindios, el 0.22% eran asiáticos, el 0% eran isleños del Pacífico, el 1.12% eran de otras razas y el 1.34% pertenecían a dos o más razas. Del total de la población el 2.01% eran hispanos o latinos de cualquier raza.